# SN 2006ot
SN 2006ot – supernowa typu Ia odkryta 22 listopada 2006 roku w galaktyce E544-G31. W momencie odkrycia miała maksymalną jasność 17,40m.